# Symplocos glaziovii
Symplocos glaziovii là một loài thực vật có hoa trong họ Dung. Loài này được Brand miêu tả khoa học đầu tiên năm 1901.